# Trox poringensis
Trox poringensis är en skalbaggsart som beskrevs av Ochi, Kon och Kawahara 2005. Trox poringensis ingår i släktet Trox och familjen knotbaggar. Inga underarter finns listade i Catalogue of Life.